# Menecina bifacies
Menecina bifacies är en fjärilsart som beskrevs av Walker 1858. Menecina bifacies ingår i släktet Menecina och familjen nattflyn. Inga underarter finns listade i Catalogue of Life.